# Fanny Sidney
Pour les articles homonymes, voir Sidney.
 (octobre 2015).
Si vous disposez d'ouvrages ou d'articles de référence ou si vous connaissez des sites web de qualité traitant du thème abordé ici, merci de compléter l'article en donnant les références utiles à sa vérifiabilité et en les liant à la section « Notes et références ».
Fanny Mauferon, dite Fanny Sidney, née le 5 avril 1987 à Paris, est une actrice et réalisatrice française.

## Biographie
Fanny Mauferon naît le 5 avril 1987 à Paris.
Elle suit les cours du conservatoire Hector-Berlioz dans le 10e arrondissement de Paris (2005-2006) puis participe à la classe libre du Cours Florent (2006-2009) avant d'intégrer la section « Réalisation » de La Fémis (2011-2015). Elle est notamment connue pour son rôle de Camille Valentini dans la série Dix pour cent.
En 2019, elle annonce être enceinte de son premier enfant. En 2021, elle accueille son deuxième enfant.
Elle s'est également formée à l'hypnose, et a ouvert en 2017 son cabinet d'hypnothérapeute.
En 2023, elle co écrit le podcast de Ben Mazué, Amour Jungle.

## Filmographie

### Actrice

#### Cinéma
- 2005 : Claudia disparue (moyen métrage) de Serge Roullet
- 2008 : La Neige au village (moyen métrage) de Martin Rit
- 2008 : L'Ennemi public n°1 de Jean-François Richet : Sabrina Mesrine à seize ans
- 2008 : Avoue que tu mens de Serge Roullet
- 2010 : Poème pour Louis (court métrage) de Thomas Gendreau : Anna
- 2011 : Soulwash (court métrage) de Douglas Attal : Flora
- 2012 : Populaire de Régis Roinsard : la fan au championnat régional
- 2012 : À l'ombre du palmier (court métrage) de Bruno Veniard : Juliette
- 2013 : Pan (court métrage) de Frédéric Bayer Azem
- 2014 : F.A.N (court métrage) d'Hugo Becker : Julie
- 2014 : Respire de Mélanie Laurent : Isa
- 2014 : Hippocrate de Thomas Lilti : Estelle
- 2014 : Tu veux ou tu veux pas de Tonie Marshall : Véronique
- 2015 : On verra bien si on se noie (court métrage) d'Hugo Becker : Valentine
- 2015 : Madame petite (court métrage) d'elle-même
- 2016 : Aucun regret (court métrage) d'Emmanuel Mouret : Célia
- 2019 : Allée des Jasmins (court métrage) de Stéphane Ly-Cuong : Mademoiselle Sidzina
- 2019 : Selfie de Thomas Bidegain, Marc Fitoussi, Tristan Aurouet, Cyril Gelblat et Vianney Lebasque : Emma
- 2023 : It's Gonna Be Okay (court métrage) de Thibaut Buccellato
- 2025 : Adieu Jean-Pat de Cécilia Rouaud : Alice

#### Télévision
- 2005 : Diane, femme flic (série télévisée), épisode Affaire sous X réalisé par Dominique Tabuteau : Anna Vignes
- 2005 : Confessions d'un menteur (téléfilm) de Didier Grousset : Vanessa
- 2006 : Madame la proviseur (série télévisée), épisodes Chacun sa chance et Le Secret de madame Jaubert réalisés par Philippe Bérenger : Clémentine Garcia
- 2006 : Passés troubles (téléfilm) de Serge Meynard : Julie
- 2006 : Commissaire Moulin (série télévisée), épisode La Dernière Affaire réalisé par Yves Rénier : Véronique Léonard
- 2007 : Sur le fil (série télévisée), épisode Torts exclusifs réalisé par Frédéric Berthe :  Anna Masset
- 2008 : RIS police scientifique (série télévisée), épisode Chasse à l'homme réalisé par Alain Choquart : Mathilde
- 2008 : Guy Môquet, un amour fusillé (téléfilm) de Philippe Bérenger : Jacky
- 2008-2015 : Hard (série télévisée) créée par Cathy Verney : Violette Rousseau
- 2013-2015 : Casting(s) (série télévisée) créée par Pierre Niney et Ali Marhyar, saison 2 : Fanny
- 2015-2020 : Dix pour cent (série télévisée) : Camille Valentini
- 2017 : Calls (série télévisée), épisode 1 16/11/2028 - Appels téléphoniques (Paris - New York) réalisé par Timothée Hochet : Laura
- 2022 : Les Amateurs (série) : Louise

#### Doublage
- 2017 : Calls de Timothée Hochet : Laura
- 2024 : Les belles cicatrices (court métrage d'animation) de Raphaël Jouzeau : Leïla

### Réalisatrice
- 2014 : Kick Off (court métrage)
- 2015 : Madame petite (court métrage)
- 2016 : Ugh (court métrage)
- 2017 : Loulou, épisodes Séance photo et Le Club des femmes
- 2021: Jeune et Golri, saison 1 (8 épisodes)
- 2022: Brigade mobile[7], saison 1 (7 épisodes)

### Scénariste
- 2015 : Madame petite (court métrage) d'elle-même
- 2017 : Le Ticket (court métrage) d'Ali Marhyar

## Théâtre
- 2007 : Si ce n'est toi d'Edward Bond
- 2009 : On ne badine pas avec l'amour d'Alfred de Musset
- 2009-2011 : Le Dindon de Georges Feydeau